# Sirius Star
Sirius Star — супертанкер, принадлежащий компании Vela International Marine — подразделению национальной нефтекомпании Саудовской Аравии Saudi Aramco. Длина танкера составляет 330 метров, он может перевозить примерно 2 млн баррелей нефти. Был построен компанией Daewoo Shipbuilding & Marine Engineering в южнокорейском городе Кодже и спущен на воду 8 марта 2008 года. 17 ноября того же года был захвачен сомалийскими пиратами в 450 милях от побережья Кении. 9 января 2009 года корабль освободили.